# Sanzhen
Sanzhen (kinesiska: 三圳) är en köping i sydöstra Kina. Den ligger i Jiaoling härad i staden Meizhou i provinsen Guangdong, omkring 330 kilometer nordost om provinshuvudstaden Guangzhou. Antalet invånare är 13 742. Befolkningen består av 6 889 kvinnor och 6 853 män. Barn under 15 år utgör 13,0 %, vuxna 15-64 år 72 %, och äldre över 65 år 13,0 %.